# Fovslet Skov
Fovslet Skov är en skog i Danmark. Den ligger i Region Syddanmark, i den sydvästra delen av landet. I skogen finns många diken.